# Carlos Roldán
Carlos Roldán (Montevideo, 31 de diciembre de 1913-Buenos Aires, 16 de junio de 1973), cuyo nombre real era Carlos Belarmino Porcal, fue un cantor de tango uruguayo de reconocida trayectoria en su país y en Argentina.

## Actividad artística
Nació en el barrio La Comercial y desde muy chico le gustaba el canto y se destacaba por su gran simpatía; todavía de pantalón corto, ya estaba como estribillista de la orquesta de Américo Pioli. En abril de 1932 participó en un concurso de Radio Westinghouse que finalmente ganó Enalmar De María. Ese mismo año cantó en CX 46 Radio América acompañado por los guitarristas Canessa y Remersaro y también en el «Salón de Harte Ateniense». En 1933 ingresó como vocalista de la Típica Los Ceibos que integraban el pianista Jorge A. Puente, los bandoneonistas Silvio Bloes y Míguez y el violinista José Marotti y actuaron por CX 12 Radio Oriental.
Sus amigos del emblemático bar Vaccaro en barrio Goes, en la esquina de General Flores y Domingo Aramburú, en el que era asiduo concurrente así como de otros cafés del barrio organizaron una función en el Cine-teatro Avenida, ubicado en la Avenida San Martín 2481 para que con su producido pudiera viajar a Buenos Aires. Allí se unió a la orquesta de José y Luis Servidio y actuaron por varias radioemisoras cambiando el nombre artístico de Carlos Porcal que venía usando, por el de Carlos Roldán. Trabajó después en el conjunto de Lurati-Tobía en el Tupí Nambá, un lujoso café de Montevideo ubicado sobre la Avenida 18 de Julio, hizo una gira por Brasil y en diciembre de 1933 actuó como solista en LR3 Radio Nacional, la radioemisora que tiempo después pasó a llamarse Radio Belgrano. Con sus guitarristas hizo giras por el interior de Argentina teniendo como base la ciudad de Buenos Aires.
Hizo una temporada en LR9 Radio Fénix, emisora que luego se llamó Radio Antártida y posteriormente Radio América, y a mediados de 1937 volvió a Radio Belgrano, con cinco guitarras de acompañamiento. A fines de 1938, con el marco de acompañamiento de la orquesta de Pedro Maffia cantó a dúo con Mercedes Simone.
A comienzos de 1939 se trasmite por Radio Belgrano el memorable ciclo llamado El tango de oro, con libretos de Homero Manzi y la concurrencia de conjuntos típicos como los dirigidos, entre otros, por Roberto Zerrillo, Antonio Sureda y Roberto Firpo. En esta última orquesta Carlos Roldán se consagró como uno de los cantores relevantes del género; abandonado el estilo inicial imitando a Magaldi, apareció una personalidad distinta, más acorde y aproximada a la voz de Carlos Gardel.
Roldán intercalaba sus presentaciones con giras por el interior argentino y actuaciones en Montevideo.
El 10 de octubre de 1941 Roldán hizo una grabación especial con la orquesta de Osvaldo Fresedo de la milonga Negra María de Lucio Demare y Homero Manzi, pero ninguna actuación en público con ese conjunto. Cuando ese año los cantores Ernesto Famá y Francisco Amor se desvincularon de la orquesta de Francisco Canaro, este contrató a Carlos Roldán y a Eduardo Adrián, que triunfó en el concurso convocado al efecto. El primer registro de Roldán, del 28 de octubre de 1941, fue el vals festivo de Rodolfo Sciamarella, La vida en mil gramos.
Con Canaro, además de otras presentaciones Carlos Roldán se lució como cantor y como actor en las sucesivas comedias musicales dirigidas por aquel, tales como Sentimiento gaucho, Buenos Aires de ayer y hoy y Dos corazones hasta su desvinculación en mayo de 1945, si bien hubo un retorno fugaz el 15 de septiembre de 1947 para grabar el tango "Yo solo sé", de Canaro, Mariano Mores e Ivo Pelay. En cine argentino trabajó en Vidas marcadas (1942) y Buenos Aires canta (1947).
A continuación Roldán encabezó una orquesta típica de corta duración dirigida por el pianista José Pascual, autor del famoso tango Arrabal, con la que debutaron en CX30 Radio Nacional, de Montevideo. Continuó trabajando en Uruguay actuando sucesivamente con Emilio Pellejero, con Romeo Gavioli y Hugo De Carlo, para finalmente regresar a Buenos Aires en 1949 llamado por Francisco Rotundo.
Entre 1952 y 1953, cantó con Roberto Caló y en 1956 lo hizo para Miguel Caló.
En Uruguay grabó con los conjuntos dirigidos por Julio Arregui, Luis Caruso, Hugo Di Carlo, Cecilio Duarte y Donato Racciatti y cantó y actuó en comedias musicales como Lindo tiempo aquel de ayer, Muchachos que peinan canas (1957), ambas de Mario Rivero Prevosti y El nombre más lindo del mundo (1947).
Carlos Roldán falleció en Buenos Aires el 16 de junio de 1973 y sus restos fueron repatriados a Montevideo recibiendo sepultura en el panteón social de AGADU. En su homenaje lleva su nombre una calle del barrio La Comercial de la ciudad de Montevideo.